# Prix Bartolozzi
Pour les articles homonymes, voir Bartolozzi.
Le Prix Bartolozzi est une reconnaissance mathématique décernée par l'Union mathématique italienne, tous les deux ans, à un jeune mathématicien italien. Le prix est nommé en mémoire du mathématicien italien Giuseppe Bartolozzi (1905–1982) et il est doté de 1 500 € (en 2011).
L'Union mathématique italienne décerne également d'autres prix dont le prix Caccioppoli et la médaille Stampacchia.

## Lauréats
Les gagnants et les affiliations académiques sont à considérer au moment de l'attribution du prix :
- 1969 Giuseppe Da Prato (Université de Rome « La Sapienza »)
- 1971 Giorgio Talenti (Université de Florence)
- 1973 Sergio Spagnolo (Université de Pise)
- 1975 Maurizio Cornalba (Université de Pise)
- 1977 Rosario Strano (Université de Catane)
- 1979 Mariano Giaquinta (Université de Florence)
- 1981 Angelo Marcello Anile (de) (Université de Catane)
- 1983 Fabrizio Catanese (Université de Pise)
- 1985 Daniele Struppa (École normale supérieure de Pise)
- 1987 Alessandra Lunardi (Université de Pise)
- 1989 Marco Abate (en) (École normale supérieure de Pise)
- 1991 Luigi Ambrosio (Université de Rome « Tor Vergata »)
- 1993 Stefano Demichelis (Université de Californie à San Diego)
- 1995 Francesco Amoroso (Université de Pise)
- 1997 Lucia Caporaso (Université Harvard)
- 1999 Marco Manetti (École normale supérieure de Pise)
- 2001 Giovanni Leoni (Université Carnegie-Mellon)
- 2003 Carlo Maria Mantegazza (École normale supérieure de Pise)
- 2005 Giuseppe Mingione (Université de Parme)
- 2007 Annalisa Buffa (IMATI, Pavie)
- 2009 Valentino Tosatti (Université Columbia)
- 2011 non attribué
- 2013 Gianluca Crippa (Université de Bâle)
- 2015 Emanuele Spadaro (Institut Max-Planck de mathématique des sciences), Leipzig
- 2017 Andrea Mondino (Université de Warwick)
- 2019 Maria Colombo (École Polytechnique Fédérale de Lausanne)[3]
- 2021 Serena Dipierro (Université d'Australie-Occidentale)
- 2023 Cristiana De Filippis (Université de Parme) et Eleonora Di Nezza (Sorbonne et École Normale Supérieure de Paris)